# Треугольный дом в Раштоне
Треугольный дом в Раштоне (англ. Rushton Triangular Lodge) — примечательное здание близ Раштона, построенное между 1593 и 1597 годами сэром Томасом Трешемом (умер в 1605 году). В настоящее время охраняется как английское наследие. Отличительной особенностью дома является его насыщенность символами, связанными с числом 3, Троицей и Библией.

## История
Томас Трешем, происходивший из католической семьи, в юности не уделял существенного внимания вопросам религии, но в 1580 году, после прибытия в Англию католических миссионеров, стал ярым католиком. Вскоре после обращения Трэшем, вместе с лордом Во, сэром Уильямом Кейтсби и другими предстал перед Звёздной палатой по обвинению в предоставлении убежища иезуиту Эдмунду Кэмпиону. 15 ноября 1581 года состоялся суд, которого он ожидал во Флитской тюрьме и которую покинул только в 1593 году. Точная хронология его тюремных заключений не известна. Возможно, он был в тюрьме также в 1599 году. Вероятно, в этом временно́м промежутке дом и был построен.
Треугольные строения достаточно редки на Британских островах. Из тех, которые могли стать источником вдохновения для Трешема, исследователи отмечают Крест Элеоноры в Геддингтоне, имеющую треугольное основание церковь в Молдоне и построенный Джоном Торпом Лонгфордский замок.
Сохранившееся недатированное письмо Трешема позволяет сделать вывод, что идея дома, наполненного библейским символизмом, пришла к нему во время одного из его тюремных заключений. Необходимо отметить, что в XVI веке фамилия Tresham произносилась как Traysam, происходя от старофранцузского trei, ‘три’.
Первое упоминание о построенном Трешемом треугольном доме содержится в записях Ричарда Симондса, посетившего окрестности дома незадолго до битвы при Несби (14 июля 1645 года).
Во второй половине XIX века владелица Раштон-холла миссис Кларк Торнхилл в безуспешных поисках секретного прохода между особняком и треугольным домом распорядилась очистить основание дома.

## Описание

### Размеры и внешний вид
Трёхэтажный дом расположен на северо-востоке от Раштон-холла, семейной резиденции Трешемов до начала XVII века. В основании его лежит равносторонний треугольник со стороной 33 фута на верхнем этаже и 33 ⅓ фута в основании. Его стороны направлены приблизительно на юго-восток, север и юго-запад.
Каждая сторона цокольного этажа освещается тремя небольшими окнами в форме трилистника с треугольными отверстиями в центре.
Второй этаж имеет окна большего размера, также по три на каждую сторону, вделанные в квадратные каменные плиты, в каждом углу которых помещён декоративный щит. Световые отверстия в форме тонкого креста с 12 круглыми отверстиями расположены в центре. Выше их расположен карниз, отмечающий уровень следующего этажа. По углам карниза помещены щиты с буквами T.
Над верхним этажом располагается антаблемент, архитрав которого равномерно разделён девятью гаргульями с трубками для стока воды.
Входная дверь имеет 6 футов в высоту и 2 фута 3 дюйма (27 = 33 дюйма) в ширину. Над ней помещён гербовый щит Трешемов.
Главная комната на каждом этаже имеет шестиугольную форму, остальные три, соответственно, равносторонних треугольников. В одной из комнат есть винтовая лестница.

### Надписи и изображения

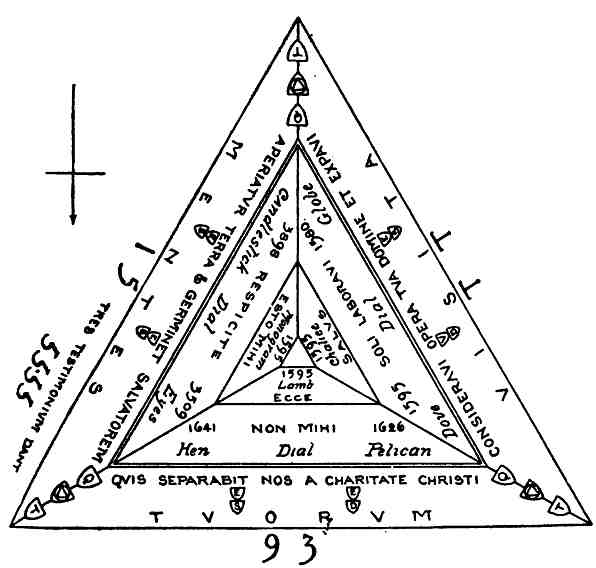
Схема расположения рисунков и надписей на Треугольном доме

Над карнизом, по 2 с каждой стороны, расположены цифры и буквы трёхфутовой высоты, образующие надпись 15 93 TT — дату начала строительства и инициалы владельца. Верхний этаж, так же как и цокольный, имеет окна в форме трилистника, но они помещены в квадратные рамы и имеют различные орнаменты.
Внутри расположенного над входом фронтона помещены латинские слова TRES TESTIMONIVM DANT из 1-го послания Иоанна, отсылающие к Троице (5:7). Также над входом расположены цифры 5555, которые получаются прибавлением к 1593 (году начала постройки здания) числа 3962 (года до н. э., в котором, согласно подсчётам Беды Достопочтенного, случился Всемирный потоп).
Над каждым из окон верхнего этажа расположено по две буквы, дающие в итоге фразу  MENTES TVORVM VISITA из латинского гимна.
Каждая расположенная на архитраве гаргулья имеет на груди щиток, внутри которого располагается либо треугольник в круге (для угловых гаргулий), либо буква. Также буквы есть на балках, на которых сидят гаргульи. Считается, что эти буквы образуют латинскую фразу из Откровения Иоанна Богослова (4:8 или 11:17).
Фриз антаблемента занят надписями, по одной на каждой стороне, каждая из 33 букв (Исаия. 45:8, Римлянам. 8:1, Авв. 3:2).
Центральный щипец с каждой стороны несёт изображение солнечных часов, и ниже, в углублении, слово. Внешние щипцы несут изображения различных символов: канделябр с семью свечами, пеликан, курица с цыплятами, голубь и змея, семь глаз Господа и рука Господа на глобусе.

## В культуре
Треугольный дом фигурирует в одной из глав романа Алана Мура Voice of the Fire, посвящённой Фрэнсису Трешему, сыну Томаса и участнику Порохового заговора.
Сэр Николаус Певзнер вынес изображения этого дома на обложку тома своих Pevsner Architectural Guides, посвящённого Нортгемптонширу.
Дом изображён на обложке музыкального альбома «Sun Structures», выпущенного британской группой Temples в 2014 году.